# Homotoma chuanana
Homotoma chuanana är en insektsart som först beskrevs av Yang och Li 1981.  Homotoma chuanana ingår i släktet Homotoma och familjen Homotomidae. Inga underarter finns listade i Catalogue of Life.